# ایل تکه

دختر و پسری از ایل تکه

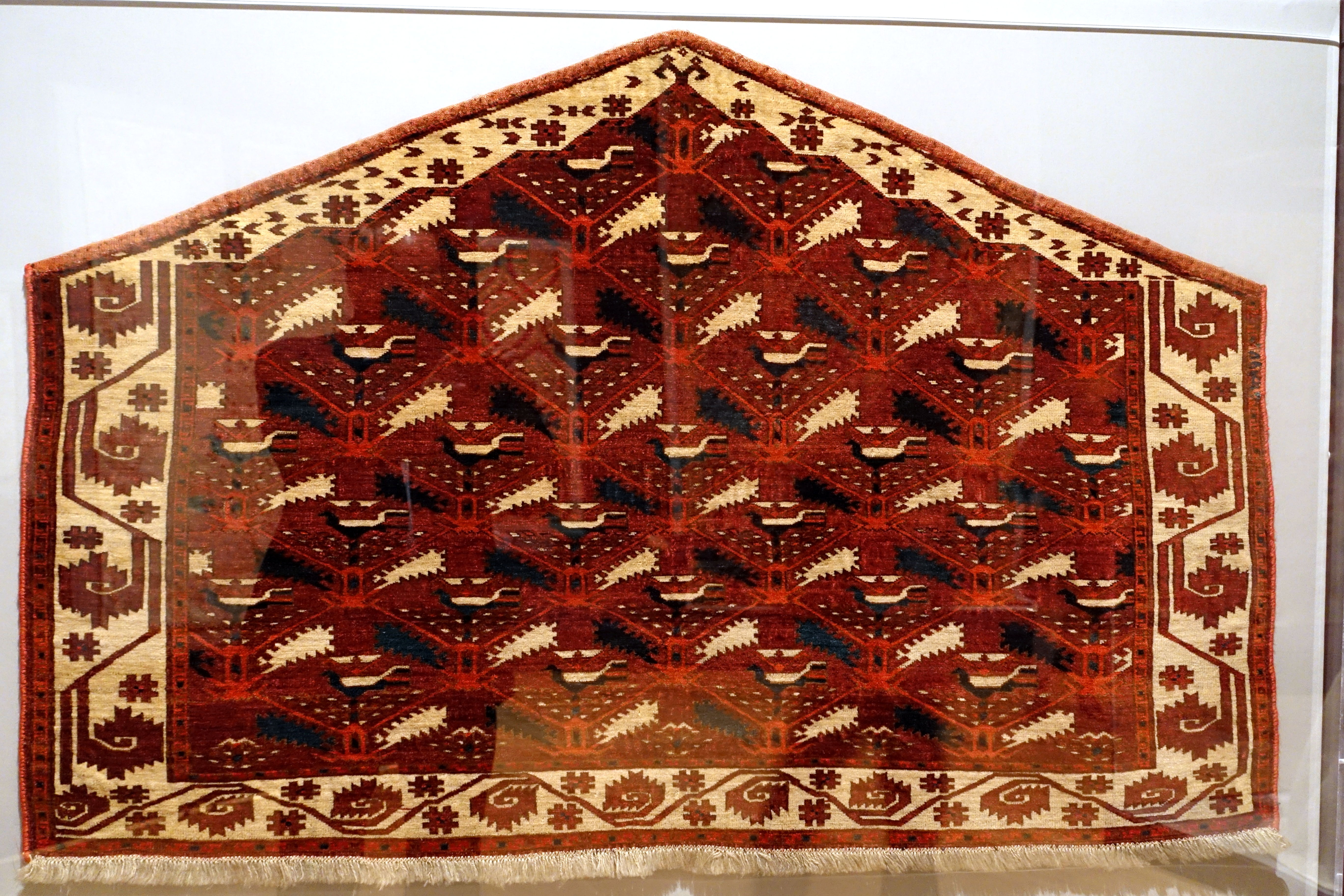
قالی ترکمن (تکه)

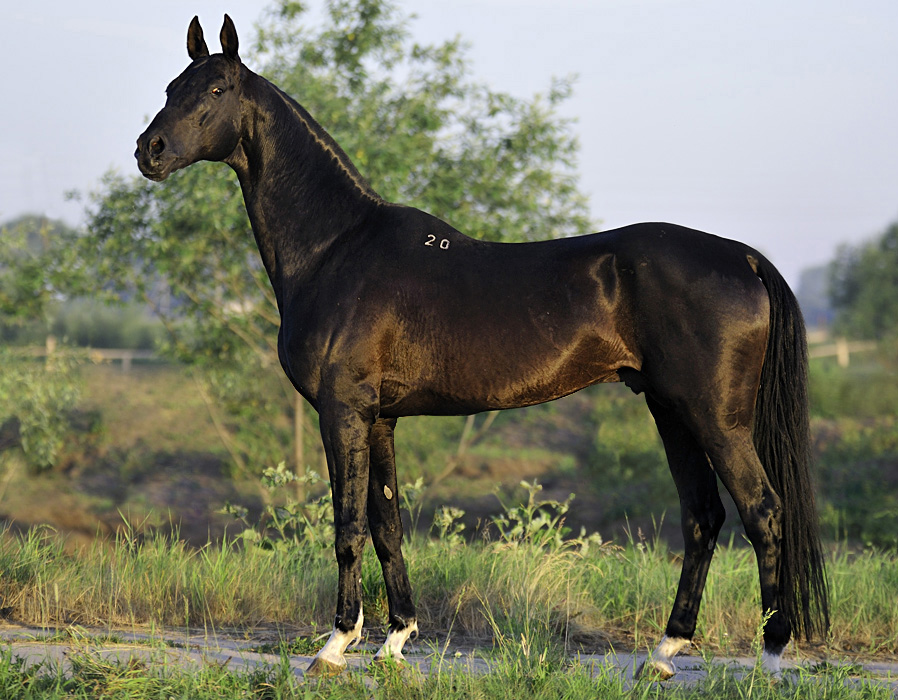
اسب آخال تکه

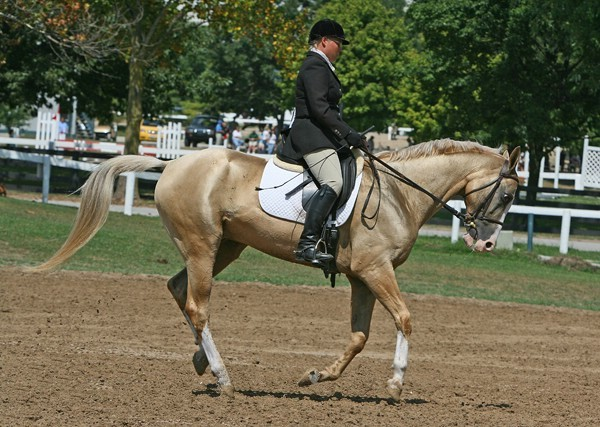
اسب آخال تکه. برخی آن را از ریشه اسب ترکمن می‌دانند

ایل تکه (به ترکمنی: تکه طایپاسؽ؛ Teke taýpasy، به روسی:Текинцы) یکی از ایل‌های بزرگ ترکمن می‌باشد. در گذشته اراضی ایل تکه از شرق به چهارجو و مرو و بخشی از اراضی قسمت پایین رودخانه مُرغاب و تجن و سرخس ایران، از غرب به اراضی یموتها و گوکْلانها، از شمال به خط فرضی میان چهارجو و صحرای خیوه و قزل آرْواد (قزل آروات یا قزل رباط) و از جنوب به خط مرزی خراسان و ترکمنستان محدود بود، همچنین امپراتوری سلجوقیان توسط رهبران این قبیله پایه گذاری شدند.
ایل تکه از دو طایفه بزرگ اُقْتُمُش و تُقْتُمُش (توقتامیش) تشکیل می‌شد که هر کدام به دو تیره بزرگ تقسیم می‌گردید: اقتمش به تیره‌های بخشی (باخشی یا باغشی)، سیچْمَز (سیچماز) و تقتمش به تیره‌های وکیل و بیگ، و هریک از این تیره‌ها نیز به ده‌ها تیره کوچکتر تقسیم می‌شد.

## تاریخ ایل تکه
کثرت جمعیت ایل تکه، آنان را قادر ساخته بود که بر اغلب طوایف هم جوار خود غلبه یابند و اراضی آنان را تصاحب کنند، به ویژه که اراضی خود آنان برای تغذیه اهالی و احشامشان کافی نبود. پراکنده شدن طوایف تکه در نواحی ترکمنستان، موجب توسعه سازمان سیاسی داخلی و حکومت سرداران تکه در سرزمینهای تکه‌نشین و استقلال نسبی آنان از خانات خیوه و بخارا و دولت ایران شد و قطع برخی مناسبات تجاری میان استرآباد و کراسنوودسک و خیوه و بخارا را به دنبال داشت.

## تکه‌ها در عصر صفویان
ایل تکه در عصر صفویه از ترکمنهای صایِن خانی به‌شمار می‌آمدند. نام طوایف تکه عمدتاً در حوادث سال‌های اول سلطنت شاه سلطان حسین صفوی به میان آمده‌است. در ۱۱۰۶ به دستور او صدها سوار از ترکمن‌ها از جمله تکه‌ها، به فرماندهی ولی محمدخان، پسر حمزه سلطان چنگیزی، عازم فتح خوارزم شدند؛ ولی محمدخان پس از چند صباحی حکومت در خوارزم، در جنگ با ازبکان آرال شکست خورد و با کمک پیرْنَظر، آتالیق (شیخ) طوایف تکه و صایِن خانی به تجن گریخت. در حملات شیرغازی خان ازبک به خراسان در ۱۱۲۹، گروه‌هایی از طوایف تکه شرکت داشتند.

## تکه‌ها در عصر افشاریان
در ۱۱۵۵ نصراللّه میرزا، پسر نادر، تمام طوایف تکه و یموت ساکن خوارزم را به خراسان تبعید کرد. در ۱۲۷۲ که سلطان مرادمیرزا حسام السلطنه حاکم خراسان شد، تکه‌ها به مرو کوچیدند. در ۱۲۷۴، ۲۴ تن از رؤسای ایل تکه که برای خوشامدگویی به حسام السلطنه به مشهد رفته بودند، بازداشت شدند.
ترکمنهای ساروق از حسام السلطنه پشتیبانی کردند و تکه‌ها تصمیم گرفتند که آنان را از مرو اخراج کنند.
این دوره‌ها، به اقتضای زندگی چادرنشینی ایل تکه و مطامع خانهای ترک و کرد شمال خراسان، که می‌خواستند اراضی تکه‌ها را بگیرند، و سودجوییها و قدرت نماییهای حکام خراسان، همیشه کوتاه بود.

## تکه‌ها در عصر قاجاریان
طوایف تکه ساکن آخال و مرو، در دورهٔ محمدشاه و ناصرالدین شاه منشأ بعضی حوادث مهم بودند. اینان با حسن خانِ سالارْبار، حاکم شورشی خراسان، متحد شدند. در ۱۲۷۱ طوایف تکه سرخس مانع پیشروی محمدامین خان، حاکم خیوه، در خراسان شدند و سرانجام او را کشتند. در ۱۲۷۷ طوایف تکه ساکن در سرخس و تجن و مرو به رهبری قوشیدخان، لشکر حمزه میرزا حشمت الدوله حاکم خراسان، را درهم شکستند. این شکست یکی از مهم‌ترین حوادث نظامی ایران در دوره ناصرالدین شاه بود.

## نبرد تکه‌ها با روس‌ها
طوایف تکه از ۱۲۹۱ تا ۱۲۹۸ بارها با روسها جنگیدند: در دوره اول، طوایف تکه به رهبری تیکمه سردار بر قوای ژنرال لوماکین در جنگ گوک تپه پیروز شدند، و در دوره دوم در ۱۲۹۸ ارتش روسیه به فرماندهی ژنرال اسکوبلف در جنگ گوک تپه پیروز شد. دولت ایران که از رویارویی با دولت روسیه عاجز بود، پس از این جنگ با امضای قرارداد مرزی آخال، بخش بزرگی از خاک خود را به روسیه واگذار کرد
در خلال جنگ جهانی اول شکست‌های سنگین ارتش روسیه، که با نابودی بسیاری از مردان تکه همراه بود، و کوشش‌های پنهانی دولت عثمانی برای جذب طوایف ترکمن، تکه‌ها را به شورش ضد دولت روسیه سوق داد. پس از انقلاب اکتبر ۱۹۱۷ در روسیه، اغلب طوایف تکه، به رهبری کسانی چون سرهنگ ارازخان که از افسران ارتش روسیه تزاری بود، به مخالفان انقلاب روسیه پیوستند و با حمایت‌های ارتش انگلیس تا چند سال مانع از استقرار دولت شوروی در نواحی ترکمن‌نشین شدند.
امروزه غالب ترکمنهای تکه در جمهوری ترکمنستان سکونت دارند. گروه‌هایی از اینان نیز در شمال خراسان، از جمله در جَرگَلان بجنورد، ساکن‌اند.

## نفوذ ایل تکه
ایل تکه به طور سنتی بر ساختار سیاسی ترکمنستان تسلط داشته است. رؤسای جمهور سابق صفرمراد نیازف و قربانقلی بردی محمداف و رئیس جمهور فعلی ترکمنستان سردار بردی‌محمداف، همگی از قبیله تکه هستند.